# Svart Ridå
Svart Ridå är en svensk musikgrupp bestående av Moa Swanström på gitarr, Tuva Gustavsson på sång och bas och Kajsa Westergren på trummor. Svart Ridå bildades i Ronneby av Swanström och Gustavsson, men utgår numera från Malmö. 2022 debuterade de med EP:n ”18 minuter av ditt liv” och året efter kom den självbetitlade debutskivan som  fick 5 av 6 stjärnor av Ieva Kisieliute i musiktidningen Gaffa. 2023 fick bandet också Ronnebys kommuns kulturstipendium och 2024 vann de Gaffa-priset för årets genombrott framröstat av tidningens läsare. 
Svart Ridå har sedan skivdebuten turnerat flitigt och även varit förband åt andra akter som Junior Brielle, The Soundtrack Of Our Lives och Glasvegas. Svart Ridå genomförde våren 2025 en Sverigeturné tillsammans med Markus Krunegård och följde även upp debuten med albumet Aponia som tillsammans med bandet Nära Döden uppmärksammades i DN. 